# Кой (мифология)
Кей (др.-греч. Κοῖος), также Кой или Кеос — в греческой мифологии титан, сын Урана и Геи, брат и муж титаниды Фебы, родившей Лето и Астерию. Древнейший обитатель острова Кос.
Участвовал в титаномахии и был вместе с братьями сброшен Зевсом в Тартар.
Является богом-воплощением небесной оси, вокруг которой вращаются облака и ходят по небесам Гелиос (Солнце) и Селена (Луна). Был царём северной части Земли после свержения Урана и до начала правления Зевса.

## Ассоциируемые названия
- Койс (др.-греч. Κοίης) — титул самофракийского жреца[4].
- Речка Кей была в Мессении[5].